# Дихтинецька сільська рада
Дихтине́цька сільська́ ра́да — адміністративно-територіальна одиниця та орган місцевого самоврядування в Путильському районі Чернівецької області. Адміністративний центр — село Дихтинець .

## Загальні відомості
- Населення ради: 2 044 особи (станом на 2001 рік)

## Населені пункти
Сільській раді були підпорядковані населені пункти:
- с. Дихтинець
- с. Греблина
- с. Замогила
- с. Малий Дихтинець

## Склад ради
Рада складалася з 16 депутатів та голови.
- Голова ради: Труфен Микола Власійович
- Секретар ради: Москаль Ніна Михайлівна

### Керівний склад попередніх скликань
| Прізвище, ім'я, по батькові | Основні відомості                                                 | Дата обрання | Дата звільнення |
| --------------------------- | ----------------------------------------------------------------- | ------------ | --------------- |
| Труфен Микола Власович      | Сільський голова, 1961 року народження, освіта вища, безпартійний | 26.03.2006   | 31.10.2010      |
| Труфен Микола Власійович    | Сільський голова, 1961 року народження, освіта вища, безпартійний | 31.10.2010   |                 |

Примітка: таблиця складена за даними сайту Верховної Ради України

### Депутати
За результатами місцевих виборів 2010 року депутатами ради стали:

#### За суб'єктами висування
| Суб'єкт висування | Кількість обраних депутатів | %    |
| ----------------- | --------------------------- | ---- |
| Самовисування     | 12                          | 75   |
| Народна партія    | 2                           | 12,5 |
| Партія регіонів   | 2                           | 12,5 |

#### За округами
| № округу        | Прізвище, ім'я, по батькові    | Дата визнання обраним | Освіта             | Партійна приналежність | Відомості про обраного депутата                                         |
| --------------- | ------------------------------ | --------------------- | ------------------ | ---------------------- | ----------------------------------------------------------------------- |
| Народна Партія  |                                |                       |                    |                        |                                                                         |
| 1               | Євдощек Петро Васильович       | 05.11.2010            | вища               | член Народної партії   | Карпатський ДСЛ АПК, майстер лісу                                       |
| 15              | Кричун Микола Миколайович      | 05.11.2010            | вища               | член Народної партії   | Карпатський ДСЛ АПК, майстер лісу                                       |
| Партія регіонів |                                |                       |                    |                        |                                                                         |
| 6               | Жабко Леся Олексіївна          | 05.11.2010            | вища               | позапартійна           | відділ Держкомзему у Путильському районі, юрист                         |
| 16              | Євдощак Іван Павлович          | 05.11.2010            | вища               | позапартійний          | відділ Держкомзему у Путильському районі, провідний спеціаліст          |
| Самовисування   |                                |                       |                    |                        |                                                                         |
| 2               | Хащук Іван Васильович          | 05.11.2010            | середня спеціальна | позапартійний          | тимчасово не працює                                                     |
| 3               | Євдощак Антоніна Олександрівна | 05.11.2010            | вища               | позапартійна           | Дихтинецька ДДУ, завідувач                                              |
| 4               | Михайлюк Дмитро Іванович       | 05.11.2010            | вища               | позапартійний          | ДП «Путильський лісгосп», начальник ВПГ                                 |
| 5               | Скидан Світлана Іллічна        | 05.11.2010            | середня            | позапартійна           | тимчасово не працює                                                     |
| 7               | Москаль Ніна Михайлівна        | 05.11.2010            | середня спеціальна | позапартійна           | Дихтинецька сільська рада, спеціаліст ІІ категорії                      |
| 8               | Євенчук Власій Прокопович      | 05.11.2010            | середня спеціальна | позапартійний          | фельдшерсько-акушерський пункт с. Замогила, завідувач                   |
| 9               | Плегуца Світлана Василівна     | 05.11.2010            | вища               | позапартійна           | тимчасово не працює                                                     |
| 10              | Труфин Микола Іванович         | 05.11.2010            | середня спеціальна | позапартійний          | Замогильна загальноосвітня школа, вихователь пришкільного інтернату     |
| 11              | Скрипчук Тетяна Іванівна       | 05.11.2010            | вища               | позапартійна           | тимчасово не працює                                                     |
| 12              | Труфин Павліна Дмитрівна       | 05.11.2010            | середня            | позапартійна           | Управління праці та соціального захисту населення, соціальний працівник |
| 13              | Різак Василь Іванович          | 05.11.2010            | вища               | позапартійний          | Дихтинецька загальноосвітня школа, вчитель                              |
| 14              | Дроняк Василь Іванович         | 05.11.2010            | середня спеціальна | позапартійний          | приватний підприємець                                                   |